# 邦達斯卡河
46°20′15″N 9°33′15″E / 46.33739°N 9.55405°E

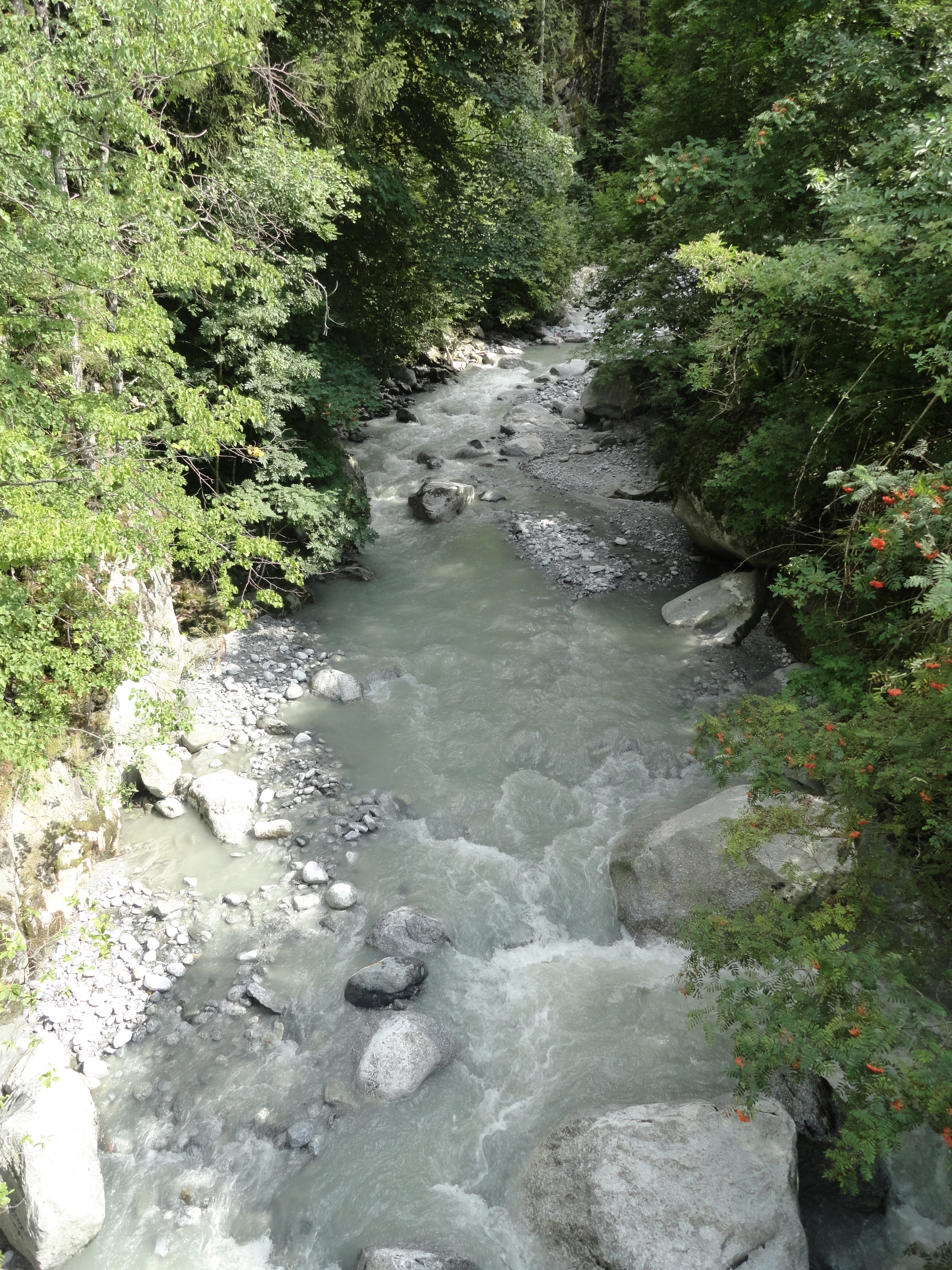

邦達斯卡河是瑞士的一条河流，位於該國東南部，流經格勞賓登州，屬於梅拉河的支流，處於貝爾尼納山地區，河道全長6.9公里，流域面積20.9平方公里。它位于邦達斯卡河谷中，这是一个格勞賓登州使用意大利语的河谷，位于基亚文纳附近瑞士和意大利边境附近。

貝爾尼納山里的邦達斯卡河河谷。1954年历史空照

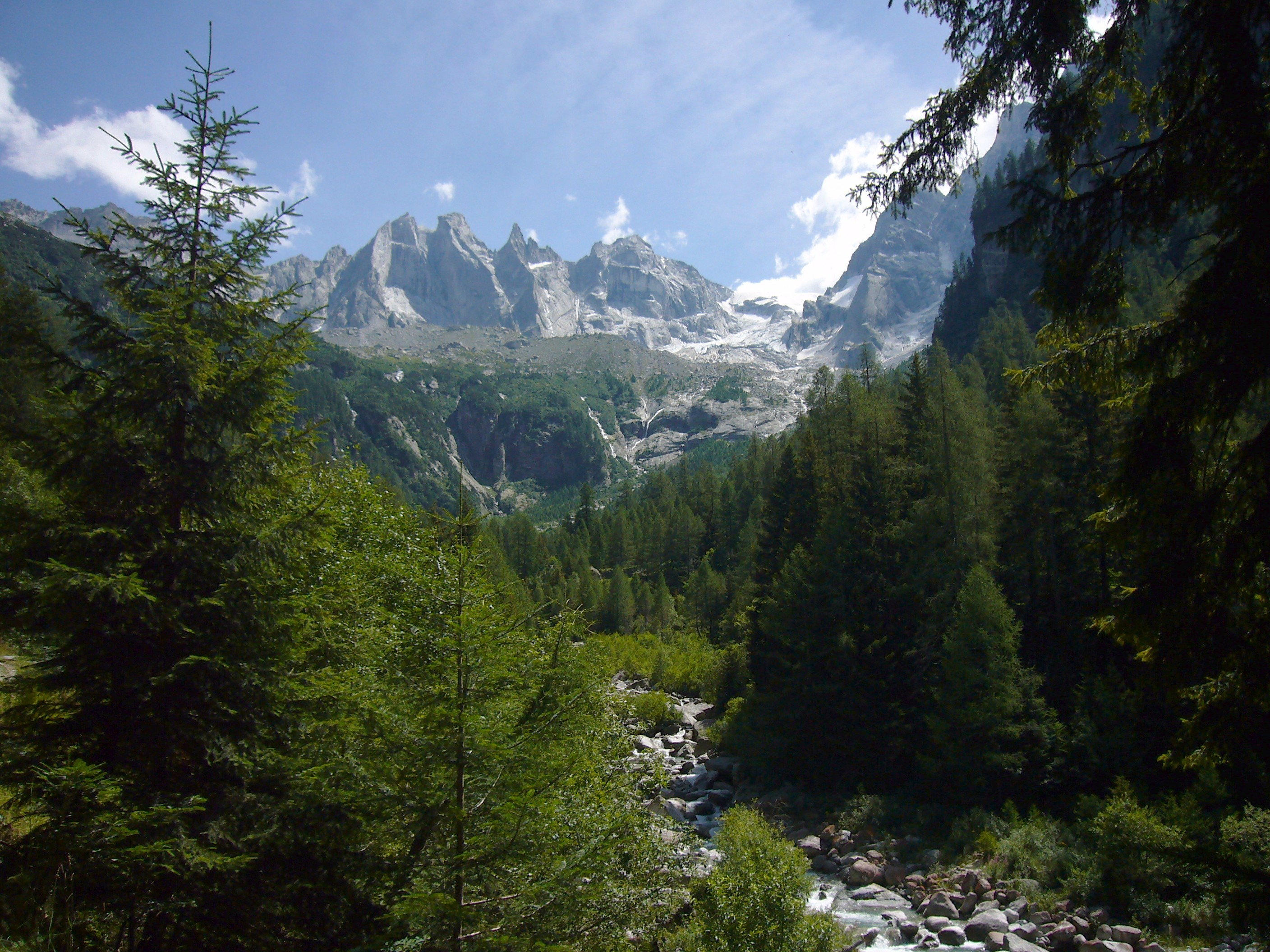
2008年邦達斯卡河河谷

## 描述
邦達斯卡河源于邦達斯卡冰川。这个冰川源于貝爾尼納山的山峰。水源的最高点是海拔3370米的岑加洛峰。它就位于邦達斯卡群最显著的山峰巴迪萊峰的边上。
邦達斯卡河河谷里有4个高山牧场。瑞士阿尔卑斯山俱乐部在谷两侧的山上经营各一座供登山者过夜用的山小屋。
邦達斯卡河注入梅拉河的地方位于海拔820米处。
1962年在海拔1080米的高处建造了一座坝来汇集上游的水流，在这里还建筑了一座8百万瓦的川流式發電。2017年发生山崩时坝和发电站被摧毁。

## 山崩
2011年12月27日和2017年8月23日在邦達斯卡河河谷发生了两次巨大山崩。它们属于在格勞賓登州过去数十年里规模最大的山崩。这两次山崩在谷的上游留下非常多碎石。2012年8月的一次山崩和2017年的山崩都有碎石达到谷里的村落。高山牧场也受到破坏。